# Kadri Aytaç
Kadri Aytaç (né le 6 août 1931 à Istanbul en Turquie et mort le 28 mars 2003) est un footballeur puis entraîneur turc.
Il était marié avec Akgül, le couple a une fille, Güngör. Il Kadri Aytaç meurt à l'âge de 71 ans, à cause des suites de la maladie d'Alzheimer dont il souffrait depuis cinq ans et est enterré au cimetière de Feriköy.